# Christian Schmidt (Schauspieler, 1958)
Christian Schmidt (* 8. Juli 1958) ist ein österreichischer Schauspieler und Stuntman.
Schmidt absolvierte zunächst eine Ausbildung zum Gold- und Silberschmied an der Höheren Technischen Bundeslehranstalt Ferlach in Kärnten. Seine schauspielerische Karriere begann er 1982 in Niki Lists Café Malaria. Bei den Dreharbeiten zu Franz Novotnys Coconuts lernte er 1985 den Spezialeffektexperten Willi Neuner kennen. Seitdem ist Christian Schmidt auch in der SFX-Branche und als Stuntman tätig. So doubelte er etwa im James-Bond-Film The Living Daylight (Der Hauch des Todes) Bond-Darsteller Timothy Dalton.
1986 folgte Schmidts erste Hauptrolle als Stardetektiv Max Müller in Müllers Büro, wieder unter der Regie von Niki List. Zudem ist Christian Schmidt Mitglied der österreichischen Popband Wiener Wunder.

## Filmografie
- 1982: Café Malaria
- 1985: Coconuts
- 1986: Müllers Büro
- 1988 (?): Die Dreckschleuder
- 1989: Roda Roda (Folge 11)
- 1992: Codename: Gorilla
- 1994: Muttertag – Die härtere Komödie
- 1995: Kaisermühlen Blues Folge 13 – Der Held von Kaisermühlen
- 1996: Stockinger
- 1998: Helden in Tirol
- 2001: Nichts wie weg
- 2011: Tatort – Ausgelöscht
- 2013: Fata Morgana

## Hörspiele
- 2014: Oliver Bukowski: Snaps – Regie: Alexander Schuhmacher (Hörspiel – DKultur)
- 2014: Andra Joeckle: Das Tangotier oder Reibung erzeugt Wärme – Regie: Alexander Schuhmacher (Hörspiel – DKultur)
- 2015: Moritz Rinke: Wir lieben und wissen nichts – Regie: Alice Elstner (Hörspiel – DKultur)
- 2015: Karl-Heinz Bölling: Irgendwann geht alles kaputt – Regie: Stefanie Hoster (Hörspiel – DKultur)